# Präsidentschaftswahl in Bulgarien 2021

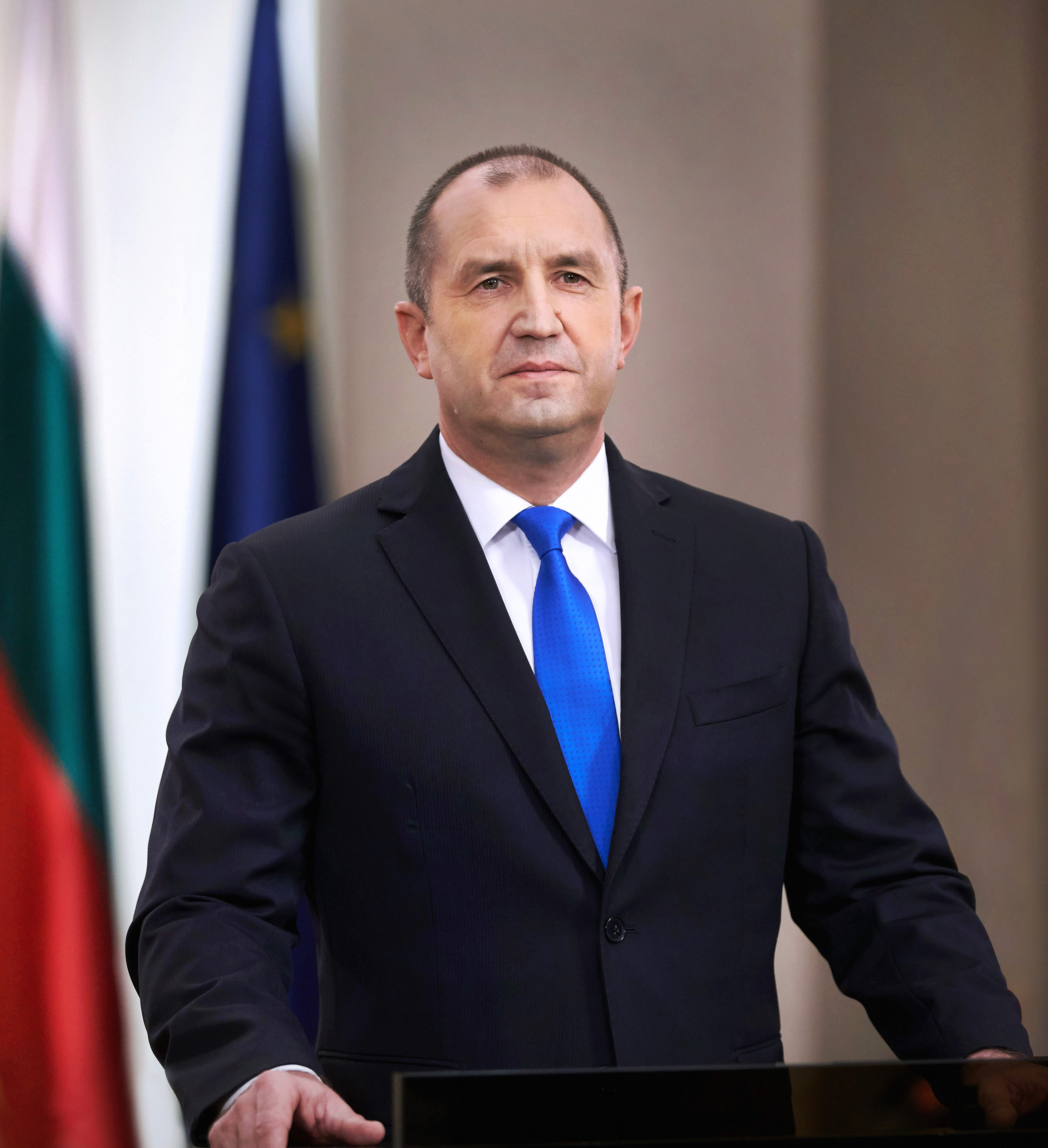
Rumen Radew

Am 14. November 2021 fanden Präsidentschaftswahlen in Bulgarien statt. Die Wahl fand gleichzeitig mit der Parlamentswahl statt. Der amtierende Präsident Rumen Radew erhielt im Ersten Wahlgang rund 49 Prozent der Stimmen und trat am 21. November bei einer Stichwahl gegen den Rektor der Universität Sofia Anastas Gerdschikow an. Die Stichwahl gewann Radew mit 66,72 Prozent der Stimmen.

## Organisation

### Wahltermin
Die Wahl sollte zunächst zwischen Ende Oktober und Anfang November stattfinden. Der genaue Termin wurde dann auf den 14. November gelegt.

### Wahlrecht
Stimmberechtigt waren alle volljährigen bulgarischen Staatsbürger im In- und Ausland, wobei die Volljährigkeit mit der Vollendung des 18. Lebensjahres erreicht wird.

### Stimmabgabe
Die Stimmabgabe der 6.578.716 Wahlberechtigten war ausschließlich in Wahllokalen möglich, eine Briefwahl gab es nicht. Im Ausland war die Stimmabgabe in 755 Auslandswahllokalen in 68 Staaten möglich.
Es war die zweite Wahl seit der Einführung der Stimmabgabe mittels Wahlmaschinen. Dabei sollte in denjenigen Wahllokalen, wo bei der letzten Wahl mindestens 300 Stimmabgaben erfolgten oder mindestens 300 Stimmberechtigte die Eröffnung eines Wahllokals beantragt haben, die Stimmabgabe elektronisch erfolgen. Die elektronische Stimmabgabe ist für alle Wahllokale im In- und Ausland bindend, welche den Anforderungen entsprechen.
Auslandsbulgaren konnten bei den Wahlen ausschließlich in den jeweiligen Konsulaten wählen. Die gesetzliche Begrenzung von maximal 35 Wahllokalen pro Nicht-EU-Land wurde jedoch bereits bei der Wahl im Juli 2021 aufgehoben, da sie in der Vergangenheit vor allem im Vereinigten Königreich nach dem Brexit und in den USA zu großem Unmut in der dortigen großen Diaspora führte. Damit wurden Wahllokale dort eröffnet, wo mindestens 300 Personen bei einer vorheriger Wahl gewählt hatten, oder mindestens 40 Stimmberechtigten die Eröffnung eines Wahllokals schriftlich beantragt hatten. Dadurch wurden automatisch 91 Wahllokale eröffnet und auf Basis der insgesamt 56870 gestellten Anträge, darunter in Deutschland 6264, in Großbritannien 8812, in der Türkei 21844, in Nordmazedonien 212 und in Spanien 3202, 412 Wahllokale. In einigen Ländern wie Deutschland, wo maximal 40 Wahllokale (jedoch mit mehreren Wahlsektionen pro Wahllokal) außerhalb der diplomatischen Vertretungen eröffnet werden dürfen, existierten weitere lokale Einschränkungen. In Hinblick auf die weltweite COVID-19-Pandemie und um das Infektionsrisiko zu minimieren, wurden bei der Wahl 2021 auch Wahllokale außerhalb der offiziellen Vertretungen Bulgariens erlaubt. Insgesamt konnten die Bulgaren beim ersten Wahlgang in 750 Wahllokalen in 68 Ländern außerhalb Bulgariens ihre Stimme abgeben; dennoch variierte die genaue Zahl der Wahllokale bis zuletzt. So schloss die neuseeländische Regierung am Vorabend des ersten Wahlganges das Wahllokal in Auckland und begründete dies mit der zugespitzten Pandemielage in der Stadt. Zur Stichwahl wurde es wieder geöffnet. Allerdings konnte ein Wahllokal im thüringischen Erfurt aufgrund von COVID-19-Verdachtsfällen in der örtlichen Wahlkommission zur Stichwahl nicht öffnen, womit die Gesamtzahl der Wahllokale bei der Stichwahl bei 749 lag.
Mit den Änderungen befanden sich die meisten Auslandswahllokale im Vereinigten Königreich (132, davon 46 in London und unmittelbarer Umgebung), der Türkei (127), Deutschland (85, davon 7 in Berlin und 5 in München), Spanien (69), Italien (62), den USA (55), Frankreich (18), Österreich (15, davon 8 in Wien) sowie 11 in der Schweiz. Zum ersten Mal wurde ein Wahllokal in Bahrain eröffnet.
In den Nachbarländern Bulgariens wurden 25 Wahllokale in Griechenland, 7 in Nordmazedonien, 6 in Serbien, 4 in Albanien und eines in Rumänien eröffnet. Wahllokale wurden in Auslandsvertretungen wegen bewaffneter Konflikte oder wegen der Pandemielage in folgenden Ländern nicht eröffnet: Irak, Syrien, Palästina, Libyen, Jemen, Afghanistan sowie in Pakistan, Nordkorea, der Mongolei, Äthiopien, Kasachstan, Usbekistan, Vietnam und Indonesien.

## Kandidaten
Die Kandidatenteams setzten sich aus zwei Personen (Präsidentschafts- und Vizepräsidentschaftskandidat) zusammen, welche mindestens 40 Jahre alt sein mussten. 
| N.                                                                 | Präsidentschaftskandidat | Präsidentschaftskandidat         | Vizepräsidentschaftskandidat          | Parteien                                              | Präsidentschaftskandidat – Ausgeübte Ämter                                                                            | Details (Datum der Bekanntgabe)                                                                                                   |
| ------------------------------------------------------------------ | ------------------------ | -------------------------------- | ------------------------------------- | ----------------------------------------------------- | --- | --- |
| 1                                                                  |                          | Jolo Denew Unabhängig            | Mario Filew Unabhängig                | –                                                     | – | Bekanntgabe der Kandidatur am 21. September.                                                                                      |
| 2                                                                  |                          | Nikolaj Malinow RWO              | Swetlana Kosewa RWO                   | RWO                                                   | Volksvertreter im Narodno Sabranie (40. und 42.)                                                                      | Bekanntgabe der Kandidatur am 28. September.                                                                                      |
| 3                                                                  |                          | Rosen Milenow Unabhängig         | Iwan Iwanow Unabhängig                | –                                                     | – | – |
| 4                                                                  |                          | Waleri Simeonow NFSB             | Zwetan Mantschew BDSR                 | NFSB – BDSR – BNDS                                    | Stellvertretender Ministerpräsident für Wirtschaft und demografische Politik der Regierung Borissow III (2017 – 2018) | – |
| 5                                                                  |                          | Kostadin Kostadinow Wiedergeburt | Elena Guntschewa Wiedergeburt         | V                                                     | Gemeinderatsmitglied von Warna (seit 2019)                                                                            | Bekanntgabe der Kandidatur am 22. September.                                                                                      |
| 6                                                                  |                          | Rumen Radew Unabhängig           | Ilijana Jotowa Unabhängig             | BSP – PP – ITN – IS.BG – ABW – SSD – Volt – PSD – OBT | Präsident der Republik Bulgarien (seit 2017)                                                                          | Am 1. Februar gab Radew bekannt, dass er gemeinsam mit seiner Vizepräsidentin Ilijana Jotowa eine zweite Amtszeit anstreben will. |
| 7                                                                  |                          | Goran Blagoew RB                 | Iwelina Georgiewa-Stojnowa Unabhängig | RB – NOD                                              | – | Bekanntgabe der Kandidatur am 10. Oktober.                                                                                        |
| 8                                                                  |                          | Blagoj Petrewski BSDD            | Sewina Chadschijska BSDD              | BSDD                                                  | – | – |
| 9                                                                  |                          | Marina Maltschewa Unabhängig     | Sawina Lukanowa Unabhängig            | –                                                     | – | – |
| 10                                                                 |                          | Alexandar Tomow BSD              | Latschesar Awramow BSD                | BSD – ZZP                                             | Stellvertretender Ministerpräsident der Regierung Popow (1990 – 1991)                                                 | Bekanntgabe der Kandidatur am 10. September.                                                                                      |
| 11                                                                 |                          | Wolen Siderow Ataka              | Magdalena Taschewa Ataka              | Ataka                                                 | Volksvertreter im Narodno Sabranie (40., 41., 42., 43. und 44.)                                                       | Bekanntgabe der Kandidatur am 29. September.                                                                                      |
| 12                                                                 |                          | Bojan Rasate BNS-ND              | Elena Wataschka BNS-ND                | BNS-ND                                                | – | Bekanntgabe der Kandidatur am 2. Oktober                                                                                          |
| 13                                                                 |                          | Scheljo Schelew ONB              | Kalin Krulew ONB                      | ONB                                                   | – | – |
| 14                                                                 |                          | Anastas Gerdschikow Unabhängig   | Newjana Mitewa-Mateewa Unabhängig     | GERB – SDS − BSNS – DG                                | Rektor der Sofioter Universität (seit 2015)                                                                           | Bekanntgabe der Kandidatur am 1. Oktober.                                                                                         |
| 15                                                                 |                          | Swetoslaw Witkow GN              | Wesselin Belokonski GN                | GN                                                    | Gemeinderatsmitglied von Sofia (2015 – 2019)                                                                          | Bekanntgabe der Kandidatur am 30. September.                                                                                      |
| 16                                                                 |                          | Luna Jordanowa Unabhängig        | Iglena Iliewa Unabhängig              | –                                                     | – | Bekanntgabe der Kandidatur am 27. September.                                                                                      |
| 17                                                                 |                          | Mustafa Karadaja DPS             | Iskra Michailowa DPS                  | DPS                                                   | Volksvertreter im Narodno Sabranie (43., 44., 45. und 46.)                                                            | Bekanntgabe der Kandidatur am 10. Oktober.                                                                                        |
| 18                                                                 |                          | Zweta Kirilowa Unabhängig        | Georgi Tutanow Unabhängig             | –                                                     | – | – |
| 19                                                                 |                          | Losen Panow Unabhängig           | Marija Kasimowa Unabhängig            | DB                                                    | Vorsitzender des Obersten Kassationsgericht (seit 2015)                                                               | Bekanntgabe der Kandidatur am 1. Oktober.                                                                                         |
| 20                                                                 |                          | Marija Kolewa Pravoto            | Gantscho Popow Pravoto                | Pravoto                                               | – | – |
| 21                                                                 |                          | Milen Michow IMRO                | Marija Zwetkowa IMRO                  | IMRO                                                  | – | Bekanntgabe der Kandidatur am 10. Oktober.                                                                                        |
| 22                                                                 |                          | Georgi Georgiew BNO              | Stojan Zwetkow BNO                    | BNO                                                   | – | – |
| 23                                                                 |                          | Wesselin Mareschki Wolja         | Polina Zankowa-Christowa Wolja        | Wolja                                                 | Stellvertretender Vorsitzender des Narodno Sabranie (2017 - 2021)                                                     | – |
| Anmerkung: Die Tabelle erhebt keinen Anspruch auf Vollständigkeit. |                          |                                  |                                       |                                                       | | |

## Ausgangslage

Radew erreichte 2016 überall in Bulgarien die Stimmenmehrheit.

Bei der vorherigen Wahl 2016 gewann Rumen Radew mit 59 % in der zweiten Wahlrunde mit der Mehrheit im ganzen Land die Wahl. Seine Gegenkandidatin Zezka Zatschewa (GERB) erreichte 36 %. Die Wahlbeteiligung lag bei 57 %.

### Absagen
Bojko Borissow: Der ehemalige Ministerpräsident und GERB-Vorsitzender wollte nicht für die Wahl antreten.
Georgi Parwanow: Auch der ehemalige Staatspräsident kandidierte nicht.

## Umfragen

### Letzte Umfragen vor der Wahl
| Institut                          | Datum             | |                                                                        |              |                                                            |                         |               |               |                   |                 |                  | Andere | Keiner |
| Institut                          | Datum             | Radew unabhängig, unterstützt von BSP, ITN, PP, Isprawi se.BG (IS.BG), Volt Bulgaria, ABW, Bewegung 21, SSD und PBS | Gerdschikow unabhängig, unterstützt von GERB, SDS, BZNS und Gergjowden | Karadaja DPS | Panow unabhängig, unterstützt von Demokratisches Bulgarien | Kostadinow Wiedergeburt | Simeonow NFSB | Siderow Ataka | Michow IMRO – BND | Mareschki Wolja | Luna unabhängige | Andere | Keiner |
| --------------------------------- | ----------------- | --- | ---------------------------------------------------------------------- | ------------ | ---------------------------------------------------------- | ----------------------- | ------------- | ------------- | ----------------- | --------------- | ---------------- | ------ | ------ |
| Market Links                      | 2–7 Nov 2021      | 46,7 % | 25,6 %                                                                 | 10,3 %       | 7,7 %                                                      | 2,6 %                   | —             | —             | —                 | —               | 1,3 %            | 0,9 %  | 4,9 %  |
| Exacta                            | 29 Oct–5 Nov 2021 | 48,0 % | 27,1 %                                                                 | 7,5 %        | 7,0 %                                                      | 2,2 %                   | —             | 0,7 %         | 1,5 %             | —               | —                | 4,1 %  | 1,9 %  |
| Sova Harris                       | 27 Oct–2 Nov 2021 | 56,2 % | 23,5 %                                                                 | 7,1 %        | 6,8 %                                                      | —                       | —             | —             | —                 | —               | —                | 6,4 %  | —      |
| Gallup                            | 23–31 Oct 2021    | 47,6 % | 25,1 %                                                                 | 8,5 %        | 5,7 %                                                      | 3,3 %                   | —             | —             | 1,4 %             | —               | 1,1 %            | 4,8 %  | 2,5 %  |
| Estat                             | 23–31 Oct 2021    | 49,7 % | 27,3 %                                                                 | 5,4 %        | 8,3 %                                                      | 3,2 %                   | 0,4 %         | 1,0 %         | 1,4 %             | 0,5 %           | 0,8 %            | 2%     | —      |
| Centre for Analysis and Marketing | 22–26 Oct 2021    | 47,5 % | 21,8 %                                                                 | 8,6 %        | 6,2 %                                                      | 1,7 %                   | —             | —             | —                 | —               | 0,8 %            | 4,6 %  | 0,5 %  |
| Barometar                         | 13–18 Oct 2021    | 44,8 % | 27,3 %                                                                 | 11,2 %       | 6,8 %                                                      | 1,9 %                   | —             | —             | 3,0 %             | —               | —                | 4,9 %  | —      |
| Gallup                            | 10–17 Oct 2021    | 51,2 % | 22,5 %                                                                 | 7,9 %        | 6,2 %                                                      | 3,1 %                   | —             | —             | 1,6 %             | 1,1 %           | —                | 3,7 %  | 2,7 %  |
| Sova Harris                       | 5–12 Oct 2021     | 60,4 % | 24,8 %                                                                 | 6,1 %        | 5,3 %                                                      | —                       | —             | —             | —                 | —               | —                | 3,4 %  | —      |
| Centre for Analysis and Marketing | 6–10 Oct 2021     | 49,5 % | 22,3 %                                                                 | 9,1 %        | 7,5 %                                                      | 1,7 %                   | —             | —             | 0,7 %             | —               | 1%               | 4,9 %  | —      |
| Alpha Research                    | 4–10 Oct 2021     | 42,6 % | 28,1 %                                                                 | 8,7 %        | 8,2 %                                                      | 3,9 %                   | 1,8 %         | 1,6 %         | —                 | —               | —                | 3,9 %  | —      |
| Wahl 2016                         | 6 Nov 2016        | 59,44 % | —                                                                      | —            | —                                                          | —                       | —             | —             | —                 | 11,2 %          | —                | 57,8 % | 5,6 %  |

## Ergebnis
| Kandidaten                              | Kandidaten           | Parteien                                                           | 1. Wahlgang | 1. Wahlgang | 2. Wahlgang | 2. Wahlgang |
| Kandidaten                              | Kandidaten           | Parteien                                                           | Stimmen     | %           | Stimmen     | %           |
| --------------------------------------- | -------------------- | ------------------------------------------------------------------ | ----------- | ----------- | ----------- | ----------- |
|                                         | Rumen Radew          | Unabhängig (BSP – PP – ITN – IS.BG – ABW – SSD – Volt – PSD – OBT) | 1.322.385   | 49,8        | 1.539.650   | 67,7        |
|                                         | Anastas Gerdschikow  | Unabhängig (GERB – SDS – BSNS – DG)                                | 610.862     | 23,0        | 733.791     | 32,3        |
|                                         | Mustafa Karadaja     | Bewegung für Rechte und Freiheiten                                 | 309.681     | 11,7        |             |             |
|                                         | Kostadin Kostadinow  | Wiedergeburt                                                       | 104.832     | 4,0         |             |             |
|                                         | Losan Panow          | Unabhängig (DB)                                                    | 98.488      | 3,7         |             |             |
|                                         | Luna Jordanowa       | Unabhängig                                                         | 21.733      | 0,8         |             |             |
|                                         | Wolen Siderow        | Ataka                                                              | 14.792      | 0,6         |             |             |
|                                         | Swetoslaw Witkow     | Glas naroden                                                       | 13.972      | 0,5         |             |             |
|                                         | Milen Michow         | IMRO – Bulgarische Nationale Bewegung                              | 13.376      | 0,5         |             |             |
|                                         | Rosen Milenow        | Unabhängig                                                         | 12.644      | 0,5         |             |             |
|                                         | Goran Blagoew        | Republikaner für Bulgarien (NOD)                                   | 12.323      | 0,5         |             |             |
|                                         | Wesselin Mareschki   | Wolja                                                              | 10.536      | 0,4         |             |             |
|                                         | Waleri Simeonow      | Nationale Front für die Rettung Bulgariens (BDSR – BNDS)           | 8.658       | 0,3         |             |             |
|                                         | Nikolaj Malinow      | Russofili sa Wasraschdane na Otetschestwoto                        | 8.213       | 0,3         |             |             |
|                                         | Zweta Kirilowa       | Unabhängig                                                         | 7.706       | 0,3         |             |             |
|                                         | Alexandar Tomow      | Balgarska Sozialdemokrazija – Ewrolewiza                           | 7.235       | 0,3         |             |             |
|                                         | Bojan Rasate         | Unabhängig                                                         | 6.798       | 0,3         |             |             |
|                                         | Marina Maltschewa    | Unabhängig                                                         | 6.315       | 0,2         |             |             |
|                                         | Scheljo Schelew      | Obschtestwo sa Nowa Balgarija                                      | 6.154       | 0,2         |             |             |
|                                         | Blagoj Petrewski     | Balgarski Sajus sa Direktna Demokrazija                            | 5.518       | 0,2         |             |             |
|                                         | Jolo Denew           | Unabhängig                                                         | 5.394       | 0,2         |             |             |
|                                         | Marija Kolewa        | Prawoto                                                            | 4.666       | 0,2         |             |             |
|                                         | Georgi Georgiew-Goti | Balgarsko Nazionalno Obedinenie                                    | 2.958       | 0,1         |             |             |
| Kein Kandidat                           | Kein Kandidat        | Kein Kandidat                                                      | 60.310      | 2,3         | 34.169      | 1,5         |
| Gesamt                                  | Gesamt               | Gesamt                                                             | 2.653.705   | 100         | 2.273.441   | 100         |
|                                         |                      |                                                                    |             |             |             |             |
| Ungültige Stimmen                       | Ungültige Stimmen    | Ungültige Stimmen                                                  | 31.717      | 1,2         | 38.078      | 1,6         |
| Wähler                                  | Wähler               | Wähler                                                             | 2.685.422   | 38,6        | 2.311.519   | 33,7        |
| Wahlberechtigte                         | Wahlberechtigte      | Wahlberechtigte                                                    | 6.949.938   |             | 6.868.737   |             |
|                                         |                      |                                                                    |             |             |             |             |
| Quellen: CIK, 1. Wahlgang – 2. Wahlgang |                      |                                                                    |             |             |             |             |